# Framwellgate Moor
Framwellgate Moor is een civil parish in het bestuurlijke gebied Durham, in het Engelse graafschap Durham met 6112 inwoners.